# Candor Chasma
Candor Chasma é um dos maiores cânions no sistema de cânions Valles Marineris em Marte. Esta formação geológica é geograficamente dividida em duas metades: Candor Chasmas Leste e Oeste, respectivamente. As circunstancias nas quais o cânion se formou ainda são incertas, uma teoria é a de que o o cânion se expandiu e se aprofundou por processos tectônicos, similar a um graben, enquanto outra sugere que ele tenha se formado por erosão aquática subterrânea semelhante a um carste.  A MRO descobriu sulfatos, sulfatos hidratados, e óxidos de ferro em Candor Chasma.

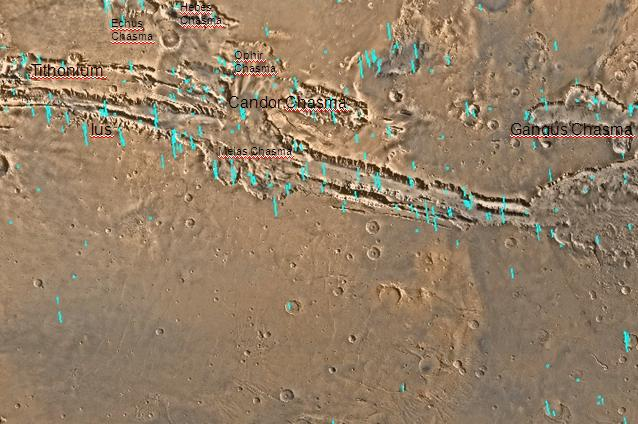
Mapa do quadrângulo de Coprates exibindo detalhes do sistema de cânions Valles Marineris. Alguns dos cânions estiveram cheios de água.  Candor Chasma está no meio.
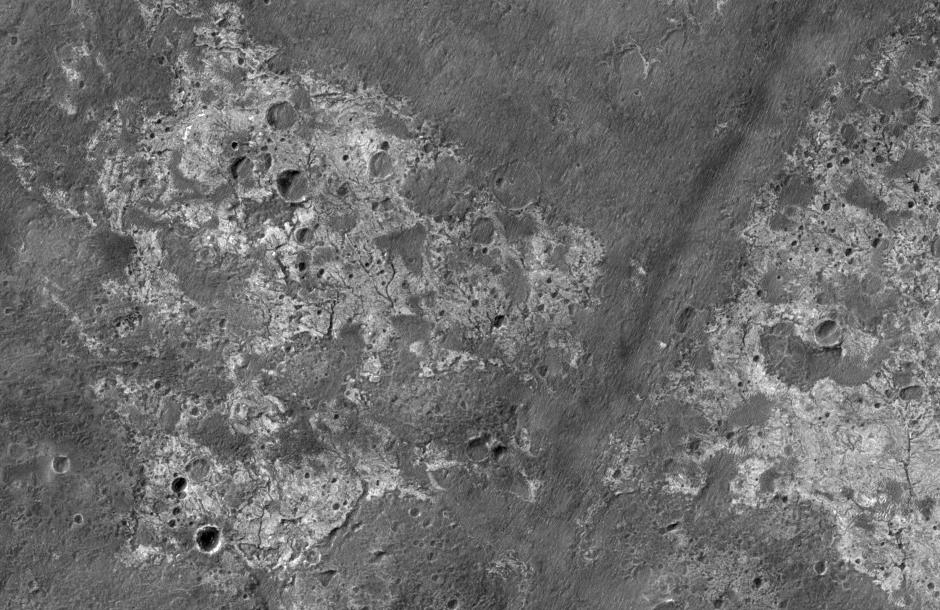
Canais no platô de Candor, visto pela HiRISE. A localidade é o quadrângulo de Coprates. Clique na imagem para visualizar vários canais ramificados, que são forte evidência para uma precipitação.
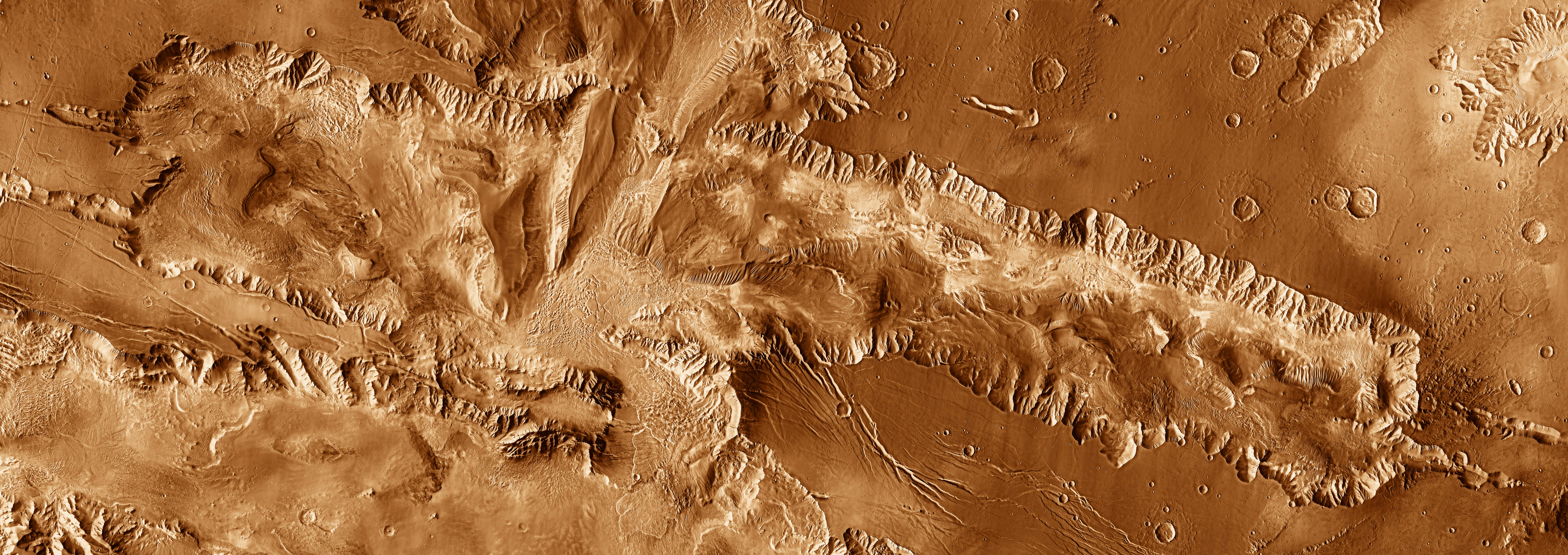
Candor Chasma em mosaico de imagens infravermelhas THEMIS, com partes de Ophir, Melas e Juventae chasmata no topo, inferior esquerdo e superior direito extremo, respectivamente. Depósitos enorme deslizamento de terra, o Melas Labes, são visíveis perto da junção de Candor e Melas chasmata no fundo, à esquerda do centro.